# Nicolae Dobrin
Nicolae Dobrin (Piteşti, 26 de agosto de 1947 – Piteşti, 26 de outubro de 2007), conhecido como "Ganso" ou "Príncipe de Trivale", foi um futebolista internacional romeno. Dobrin é por muitos considerado como um dos melhores jogadores romenos das décadas de 60 e 70. Em sua honra, o estádio da sua cidade recebeu o nome de Nicolae Dobrin Stadium.
Faleceu em 26 de outubro de 2007, aos 60 anos, vítima de um cancro do pulmão.